# Історичні коштовності України
Історичні коштовності України — український короткометражний телевізійний документальний фільм про історичні коштовності України і їх долю.

## Інформація про фільм
Текст читав: Анатолій Васільєв
Фільм побудовано на основі експозиції музею історичних коштовностей України, що знаходиться у Києво-Печерський Лаврі.